# 艾伦·格林斯潘
艾伦·格林斯潘，KBE（1926年3月6日—），尊稱格老，美國經濟學家，第十三任联邦储备委员会主席，在該職位上工作近18年，是歷來任期第二長的聯準會主席，僅次於小威廉·麦克切斯尼·马丁。许多人认为他是美国国家经济政策的权威和决定性人物，比如他决定美国政府对通货膨胀的态度。他被媒體業界看做是“经济学家中的经济学家”和“巫师”（wizard of Oz）。

## 生平
格林斯潘1926年出生于美国纽约市，是猶太人，在該市的華盛頓高地長大。他早年曾在朱利亞德學院修習單簧管，並成為職業演奏家。後來他放棄音樂，改為修習經濟，並分别於1948年及1950年分别获得纽约大学经济学学士及硕士学位。毕业后，他进入哥伦比亚大学读经济学博士，在商界发现了做经济分析的机会，辍学从商。1954年，與陶森共同創辦「陶森─格林斯潘經濟顧問公司」（Townsend-Greenspan & Co.）。他结识了艾茵·蘭德，经常参加聚会讨论，后来也长期保持联系。他受到影響，立場側重市場制度，是共和党人。
从1974年到1977年，他在福特的總統任期内当任美国经济顾问委员会（Council of Economic Advisors）主席。福特败选后，他辞去政府工作，1977年格林斯潘回到纽约大学进行研究并获得博士学位。1980年代中，格林斯潘成为美國鋁業公司董事会成员。
保罗·沃尔克辞职后，里根提名格林斯潘任联储会主席，1987年8月11日就任。任內他漸進式的將聯邦基金利率降到1％，之後漸進式的回升到5.25％。利率的升降，為格林斯潘一貫的主要經濟政策手法。他导引下的美国经济经历过两次衰退、一次股市泡沫和一次历史上最长的增长期。他被雷根、老布什、克林頓、小布殊总统提名续任联储会主席。
2006年1月31日，格林斯潘卸任聯準會主席，其後他獲委任為英國財政大臣白高敦的榮譽顧問，並計劃繼續撰寫著作。
2002年他被授予KBE和法国荣誉军团军官的名誉。2004年他在爱丁堡大学的McEwen Hall由菲利普親王（爱丁堡公爵，爱丁堡大学名誉校长，英國女王伊莉莎白二世的丈夫）授予荣誉博士学位。
2007年他受全球最大債券投資管理公司PIMCO聘雇為高級顧問。

## 觀點
格林斯潘是个被形容成「一打喷嚏，全球就得下雨的财神老爺」，在克林顿时代创造出「零通货膨胀型」经济奇迹。美国的一家媒体在1996年美國總統選舉时说道：「谁当美國總統都无所谓，只要让格林斯潘当联準會主席就行。」
也许是意识到自己的影響力太大，为了不至于给市场带来太大的冲击，格林斯潘讲话一直都很含糊，他的名言因此而产生：「如果你们认为确切地理解了我讲话的含义，那么，你们肯定是对我的讲话产生了误解。」（If I seem unduly clear to you, you must have misunderstood what I said.）
在格林斯潘卸任之後，爆發2007年次級房屋信貸風暴，造成貝爾斯登、Countrywide、花旗、美林、UBS等一連串金融機構大幅度減記資產創紀錄，有些人將原因歸咎於格林斯潘。而格林斯潘在回憶錄中表示：總統小布希令美國國庫由盈餘轉為赤字，也是導致次級房屋信貸風暴的主要原因。
2007年9月16日，格林斯潘在其回憶錄中稱，基於政治理由，他不方便承認眾所周知的事：出兵伊拉克是為了石油。
2018年11月14日，格林斯潘在纽约大学举行的一次活动中回答有关中国的问题时，他表示双方都在这场冲突中失利。批评特朗普总统的关税政策“疯狂”，并说“为什么我们这样做可能对某人的心理非常深刻。”格林斯潘表示，中国将在所有经济方面远远超过美国的观点“是一个错误”，指出其人均国内生产总值较低。

## 评价
- 米尔顿·弗里德曼认为格林斯潘是最好的联储会主席，因为格林斯潘任下的联储会将通货膨胀始终控制在2%-4%的低水平。
- 胡勝正在葛林斯潘的《世界經濟的未來版圖》書中寫序評價該書為葛林斯潘職業生涯經驗的精華，其中提到美國該注重的是對未來產業的投資，以及減少不必要的金融監管，控制財政收支中的社會保險支出。[5]

## 個人
- 他的妻子是美国全国广播公司记者安德烈亚·米切尔（Andrea Mitchell），兩人在1997年結婚。

## 著作
- 《我們的新世界》（The Age of Turbulence : Adventures in a New World），2007年9月17日全球同步發行。繁體中文版由林茂昌翻譯，大塊文化出版，ISBN 9862130016。
- 《世界經濟的未來版圖：危機、人性，以及如何修正失靈的預測機制》（The Map and the Territory: Risk, Human Nature, and the Future of Forecasting），2013年10月22日出版。繁體中文版由陳儀翻譯，大塊文化2014年8月出版，ISBN 9862135379。